# Џемини 7
Џемини 7 (Џемини VII) је био свемирски лет са људском посадом Насиног Џемини програма, 1965. године. То је био четврти лет са људском посадом Џемини програма, дванаести амерички лет и двадесети у свету, заједно са совјетским летовима. Посада, Френк Борман и Џим Лавел су провели скоро 14 дана у свемиру, направивши укупно 206 орбита.

## Посада
| Позиција       | Астронаут    |
| -------------- | ------------ |
| Командни пилот | Френк Борман |
| Пилот          | Џим Лавел    |

Резервна посада
| Позиција       | Астронаут    |
| -------------- | ------------ |
| Командни пилот | Ед Вајт      |
| Пилот          | Мајкл Колинс |